# Реформатский, Сергей Николаевич
Серге́й Никола́евич Реформа́тский (20 марта (1 апреля) 1860, село Борисоглебское Юрьевецкого уезда Костромской губернии (ныне село Обжериха Ивановской области) — 28 июля 1934, Киев ) — русский и советский химик-органик. Сферой научных интересов являлся металлоорганический синтез. Член-корреспондент Академии наук СССР (с 31 января 1929 года; Отделение физико-математических наук по разряду химических наук (химия)).

## Биография
Родился 20 марта (1 апреля по новому стилю) 1860 года в селе Борисоглебское Юрьевецкого уезда Костромской губернии (ныне Ивановской области) в семье священника. Ученик А. М. Зайцева. Окончил Костромскую духовную семинарию (в 1878 году). В 1882 году окончил Казанский университет, где преподавал в 1882—1889 годах (с 1882 по 1889 год — хранитель музея лаборатории А. М. Зайцева).
В 1889—1890 годах работал в Германии у В. Мейера и В. Оствальда.
С 1891 по 1934 год — профессор Киевского университета (с 1891 по 1892 год — экстраординарный профессор, с 1892 года — ординарный профессор кафедры органической химии).
С 1891 года — также профессор Киевских высших женских курсов.
Основные труды посвящены металлоорганическому синтезу. В 1887 году открыл способ получения β-оксикислот взаимодействием сложных эфиров α-галогензамещённых карбоновых кислот и альдегидов (или кетонов) в присутствии металлического цинка — реакция Реформатского. Этот способ широко применяется при исследовании и синтезе сложных природных соединений (например, витамина A и его производных).
В 1889 году опубликовал серию работ по получению многоатомных спиртов.
Известны также исследования Реформатского в области получения натурального каучука из растений (1931—1934).
После Октябрьской революции, которую он воспринял как начало духовного развития народа, С. Н. Реформатский активно включился в подготовку молодых пролетарских кадров. Этот период был отмечен интенсивной преподавательской деятельностью: он много писал пособий для молодых специалистов и выступал с лекциями.
Председатель Физико-химического общества при Киевском университете (1910—1916 и 1920—1933).
С. Н. Реформатский — родоначальник киевской школы химиков-органиков. Среди его учеников: Я. И. Михайленко, В. Яворский, Е. Гришкевич-Трохимовский, М. Л. Жданович.
Автор учебника «Начальный курс органической химии» (17-е издание в 1930 году).
Скончался 28 июля 1934 года в Киеве. Похоронен на Лукьяновском кладбище в Киеве.

### Диссертации
- Магистерская: «Предельные многоатомные алкоголи». Защищена в 1889 году в Императорском Казанском университете[3].
- Докторская: «Действие смеси цинка и монохлоруксусного эфира на кетоны и альдегиды». Защищена в 1890 году в Императорском Варшавском университете[3][4].

## Интересный факт
С. Н. Реформатский был одним из секундантов на дуэли двух известных профессоров Киевского университета — терапевта В. П. Образцова и патофизиолога В. К. Линдемана. Их ссора возникла из-за супруги Линдемана, в которую влюбился коллега. Вызов произошёл на заседании совета университета, что исключало возможность полюбовного разрешения ссоры. В связи с тем, что Образцов не был стрелком, а Линдеман слыл хорошим охотником, результат поединка не вызывал сомнений. Сложившейся ситуацией были озадачены не только друзья и коллеги, но и генерал-губернатор, поскольку речь шла о возможном скандале — гибели крупнейшего терапевта страны. Считается, что находчивость друзей позволила обойтись без жертв. Расстояние между стрелявшими (по правилам — не менее 15 шагов) мерил секундант Образцова — Реформатский, который из-за своего роста (215 см) широко шагал, что позволило почти вдвое увеличить дистанцию. Секундант Линдемана, в свою очередь, заменил пули пыжами.